# Englische Cricket-Nationalmannschaft in den West Indies in der Saison 1993/94
Die Tour der englischen Cricket-Nationalmannschaft in die West Indies in der Saison 1993/94 fand vom 16. Februar bis zum 6. März 1994 statt. Die internationale Cricket-Tour war Bestandteil der Internationalen Cricket-Saison 1993/94 und umfasste fünf Tests und fünf ODIs. Die West Indies gewannen die Test-Serie 3–1 und die ODI-Serie 3–2.

## Vorgeschichte
Die West Indies spielten zuvor eine Tour in Sri Lanka, für England war es die erste Tour der Saison.
Das letzte Aufeinandertreffen der beiden Mannschaften fand in der Saison 1993 in England statt.

## Stadien
Die folgenden Stadien wurden für die Tour als Austragungsort vorgesehen.
| Stadt         | Land                           | Stadion                   | Kapazität | Spiele               |
| ------------- | ------------------------------ | ------------------------- | --------- | -------------------- |
| Bridgetown    | Barbados                       | Kensington Oval           | 11.000    | 4. Test; 1. ODI      |
| Georgetown    | Guyana                         | Bourda Cricket Ground     | 25.000    | 2. Test              |
| Kingston      | Jamaika                        | Sabina Park               | 20.000    | 1. Test; 2. ODI      |
| Kingstown     | St. Vincent und die Grenadinen | Arnos Vale Stadium        | 18.000    | 3. ODI               |
| Port of Spain | Trinidad und Tobago            | Queen’s Park Oval         | 25.000    | 3. Test; 4. & 5. ODI |
| St. John’s    | Antigua und Barbuda            | Antigua Recreation Ground | 12.000    | 5. Test              |

## Kaderlisten
Die folgenden Kader wurden von den Mannschaften benannt.
| Test | Test | ODI | ODI |
| West Indies | England | West Indies | England |
| --- | --- | --- | --- |
| - Jimmy Adams - Curtly Ambrose - Keith Arthurton - Kenny Benjamin - Kenny Benjamin - Shivnarine Chanderpaul - Desmond Haynes - Brian Lara - Junior Murray - Richie Richardson - Phil Simmons - Courtney Walsh - Stuart Williams | - Mike Atherton - Andy Caddick - Angus Fraser - Graeme Hick - Alan Igglesden - Chris Lewis - Devon Malcolm - Matthew Maynard - Mark Ramprakash - Jack Russell - Ian Salisbury - Mike Smith - Alec Stewart - Graham Thorpe - Phil Tufnell | - Jimmy Adams - Curtly Ambrose - Keith Arthurton - Kenny Benjamin - Kenny Benjamin - Anderson Cummins - Roger Harper - Desmond Haynes - Roland Holder - Brian Lara - Richie Richardson - Phil Simmons - Courtney Walsh | - Mike Atherton - Andy Caddick - Angus Fraser - Graeme Hick - Nasser Hussain - Alan Igglesden - Chris Lewis - Devon Malcolm - Matthew Maynard - Mark Ramprakash - Ian Salisbury - Mike Smith - Alec Stewart - Graham Thorpe - Phil Tufnell - Steve Watkin |

## Tests

### Erster Test in Kingston
| 19. – 24. Februar Scorecard | Kingston | England 234 (98.1) & 267 (91.5)   | – | West Indies 407 (123) & 95-2 (26.2) |
|                             |          | West Indies gewinnt mit 8 Wickets |   |                                     |

### Zweiter Test in Georgetown
| 17. – 22. März Scorecard | Georgetown | England 322 (124.5) & 190 (85)                    | – | West Indies 556 (153.3) |
|                          |            | West Indies gewinnt mit einem Innings und 44 Runs |   |                         |

### Dritter Test in Port of Spain
| 25. – 30. März Scorecard | Port of Spain | West Indies 252 (95.2) & 269 (87.5) | – | England 328 (112.2) & 46 (19.1) |
|                          |               | West Indies gewinnt mit 147 Runs    |   |                                 |

### Vierter Test in Bridgetown
| 8. – 13. April Scorecard | Bridgetown | England 355 (100.2) & 394-7d (108.5) | – | West Indies 304 (101.5) & 237 (82.2) |
|                          |            | England gewinnt mit 208 Runs         |   |                                      |

### Fünfter Test in St. John’s
| 16. – 21. April Scorecard | St. John’s | West Indies 593 (180.2) & 43-0 (24) | – | England 593 (206.1) |
|                           |            | Remis                               |   |                     |

## One-Day Internationals

### Erstes ODI in Bridgetown
| 16. Februar Scorecard | Bridgetown | England 202-5 (50)          | – | West Indies 141 (40.4) |
|                       |            | England gewinnt mit 61 Runs |   |                        |

### Zweites ODI in Kingston
| 26. Februar Scorecard | Kingston | England 253-8 (50)                                 | – | West Indies 240-7 (45.5/47) |
|                       |          | West Indies gewinnt mit 3 Wickets (revised target) |   |                             |

### Drittes ODI in Kingstown
| 2. März Scorecard | Kingstown | West Indies 313-6 (50)           | – | England 148-9 (50) |
|                   |           | West Indies gewinnt mit 165 Runs |   |                    |

### Viertes ODI in Port of Spain
| 5. März Scorecard | Port of Spain | West Indies 265-7 (45.4/45.4)                    | – | England 193-9 (36/36) |
|                   |               | West Indies gewinnt mit 15 Runs (revised target) |   |                       |

### Fünftes ODI in Port of Spain
| 6. März Scorecard | Port of Spain | West Indies 250-9 (50)                         | – | England 201-5 (36.4/40) |
|                   |               | England gewinnt mit 5 Wickets (revised target) |   |                         |